# Marija Lwowa-Biełowa
Marija Aleksiejewna Lwowa-Biełowa (ros. Мария Алексеевна Львова-Белова; ur. 25 października 1984 w Penzie) – rosyjska działaczka społeczna i polityk, w latach 2020–2021 senator Federacji Rosyjskiej – przedstawiciel rządu obwodu penzeńskiego oraz pełnomocny przedstawiciel Rady Federacji do spraw współpracy z Pełnomocnikiem przy Prezydencie Federacji Rosyjskiej do spraw Praw Dziecka, od 2021 roku Pełnomocnik przy Prezydencie Federacji Rosyjskiej do spraw Praw Dziecka.
W 2023 roku Międzynarodowy Trybunał Karny w Hadze objął Lwową-Biełową nakazem aresztowania z powodu jej działań, zaklasyfikowanych jako zbrodnia wojenna, związanych z inwazją Rosji na Ukrainę.

## Życiorys

### Edukacja
W 1990 roku Marija Lwowa-Biełowa rozpoczęła naukę w Szkole Podstawowej nr 37, a od 1995 roku kontynuowała ją w Gimnazjum Lingwistycznym nr 6. W 1998 roku wstąpiła do Szkoły Kultury i Sztuki im. A.A. Archangielskiego w Penzie, którą trzy lata później ukończyła z czerwonym dyplomem w specjalizacji „dyrygent orkiestry estradowej”. W latach 2003–2005 kształciła się w Samarskiej Państwowej Akademii Kultury i Sztuk.
W 2019 roku podjęła studia na Penzeńskim Państwowym Uniwersytecie Technologicznym na kierunku „zarządzanie”. W 2021 roku ukończyła Rosyjską Akademię Gospodarki Narodowej i Administracji Publicznej przy Prezydencie Federacji Rosyjskiej.

### Działalność publiczna
W latach 2000–2005 pracowała jako nauczycielka w klasie gitary w dziecięcych szkołach muzycznych nr 1 i nr 5 oraz w Szkole Kultury i Sztuki w Penzie.
W 2008 roku została współzałożycielką i dyrektorką organizacji społecznej Błagowiest (ros. Благовест). W 2014 roku objęła z kolei funkcję dyrektora wykonawczego organizacji pożytku publicznego Kwartał Lui (ros. Квартал Луи). W ramach niej 1 listopada 2014 roku uruchomiła jedyne w Rosji osiedle komunalne dla młodych i osieroconych osób z niepełnosprawnościami, w którym mają możliwość uczenia się samodzielnego życia, pobierania edukacji i podejmowania pracy.
W latach 2014–2017 była członkinią Izby Obywatelskiej obwodu penzeńskiego IV zgromadzenia, z kolei w latach 2017–2019 członkinią Izby Obywatelskiej obwodu penzeńskiego V zgromadzenia oraz Izby Obywatelskiej Federacji Rosyjskiej.
21 czerwca 2017 roku w Penzie działalność rozpoczął zainicjowany przez Mariję Lwową-Biełową Dom Wieroniki (ros. Дом Вероники), pierwsza w Rosji szkoła z internatem dla młodzieży ze znacznym stopniem niepełnosprawności.
W 2018 roku Lwowa-Biełowa przedstawiła projekt osiedla dla młodzieży z różnymi formami niepełnosprawności Posiadłość Artystyczna Nowyje Bieriega (ros. Новые берега, pol. „Nowe Brzegi”), obejmującego domy mieszkalne i różne obiekty infrastruktury. 21 listopada 2018 roku uczestnicząc w spotkaniu premiera Rosji Dmitrija Miedwiediewa z przedstawicielami organizacji pozarządowych zaprezentowała realizowane w Penzie projekty dotyczące społecznej adaptacji osób niepełnosprawnych.
8 września 2019 roku została wybrana deputowaną do Dumy Miejskiej Penzy VII zgromadzenia w jednym okręgu wyborczym z list partii Jedna Rosja, jednak po wyborach odmówiła objęcia mandatu.
23 listopada 2019 roku oficjalnie została członkinią partii Jedna Rosja, zaś dzień później weszła w skład prezydium Rady Generalnej tej partii oraz objęła stanowisko współprzewodniczącej grupy roboczej Rady Generalnej do spraw wspierania społeczeństwa obywatelskiego.
W grudniu 2019 roku przekazała dwa pierwsze domy Posiadłości Artystycznej Nowyje Bieriega w Bogosłowce Igorowi Komarowowi, pełnomocnemu przedstawicielowi prezydenta Rosji do spraw Nadwołżańskiego Okręgu Federalnego.
W okresie od czerwca do października 2020 roku pełniła funkcję dyrektora wykonawczego organizacji pożytku publicznego Nowyje Bieriega w obwodzie penzeńskim. 7 września tego roku została jednym ze 106 laureatów konkursu Liderzy Rosji (ros. Лидеры России).
21 września 2020 roku gubernator obwodu penzeńskiego Iwan Biełoziercew nadał Mariji Lwowej-Biełowej uprawnienia senatora Federacji Rosyjskiej – przedstawiciela rządu obwodu penzeńskiego. Dwa dni później przewodnicząca Rady Federacji Walentina Matwijenko wręczyła jej identyfikator i odznakę senatora. 18 listopada 2020 roku została pełnomocnym przedstawicielem Rady Federacji do spraw współpracy z Pełnomocnikiem przy Prezydencie Federacji Rosyjskiej do spraw Praw Dziecka.
28 września 2021 roku Oleg Mielniczenko, nowy gubernator obwodu penzeńskiego, podpisał uchwałę pozwalającą Lwowej-Biełowej kontynuować pełnienie funkcji senatora. Tego dnia Lwowa-Biełowa została także członkiem działającej przy Radzie Federacji komisji do spraw polityki społecznej.

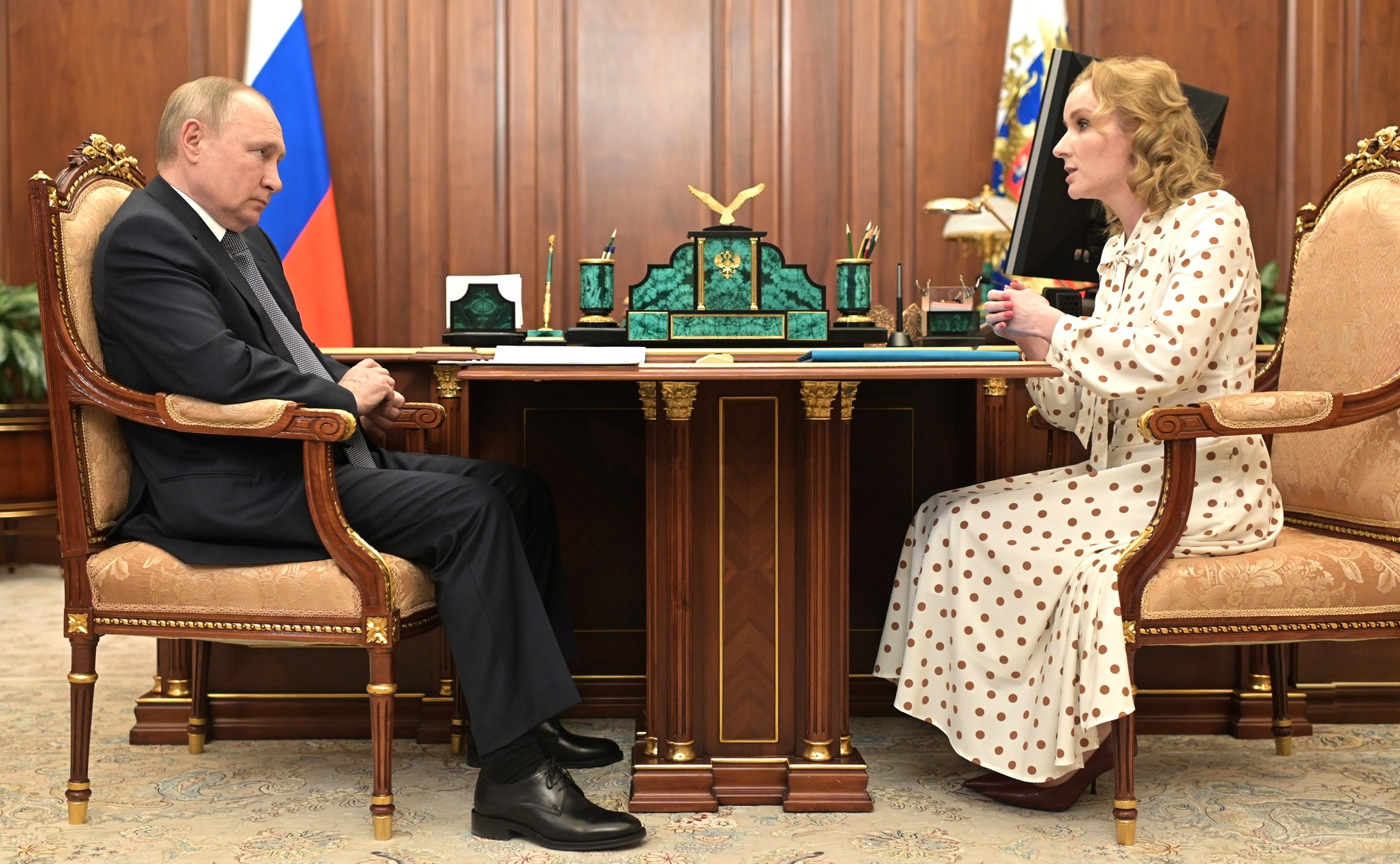
Marija Lwowa-Biełowa podczas spotkania z prezydentem Rosji Władimirem Putinem 9 marca 2022 roku

27 października 2021 roku na mocy ukazu nr 606 prezydenta Rosji Władimira Putina Marija Lwowa-Biełowa objęła stanowisko Pełnomocnika przy Prezydencie Federacji Rosyjskiej do spraw Praw Dziecka. Zastąpiła na nim Annę Kuzniecową, która pełniła je od września 2016 roku. 21 grudnia 2021 roku gubernator Oleg Mielniczenko uczynił Nikołaja Kondratiuka jej następcą na stanowisku senatora Federacji Rosyjskiej z obwodu penzeńskiego.
15 grudnia 2022 roku prezydent Rosji włączył ją w skład Rady Powierniczej fundacji Krug dobra (ros. Круг добра, pol. „Krąg dobra”).
17 marca 2023 roku Międzynarodowy Trybunał Karny w Hadze nałożył na Mariję Lwową-Biełową (a także na Władimira Putina) nakaz aresztowania za „odpowiedzialność za zbrodnię wojenną polegającą na bezprawnej deportacji ludności (dzieci) oraz bezprawnym przesiedleniu ludności (dzieci) z okupowanych terenów Ukrainy do Federacji Rosyjskiej”. Lwowa-Biełowa po rosyjskiej inwazji na Ukrainę z 24 lutego 2022 roku opracowała i wcieliła w życie proceder deportacji ukraińskich dzieci do Rosji. Z powodu swoich działań względem ukraińskich dzieci została wcześniej objęta sankcjami międzynarodowymi przez Wielką Brytanię (w czerwcu 2022 roku), Unię Europejską (w lipcu 2022 roku), Stany Zjednoczone (we wrześniu 2022 roku) i Japonię (w styczniu 2023 roku).

## Życie prywatne
W 2003 roku Marija Lwowa-Biełowa wyszła za mąż za Pawła Kogelmana, programistę, a od 2019 roku duchownego Rosyjskiego Kościoła Prawosławnego (święcenia kapłańskie przyjął 17 sierpnia 2019 roku z rąk metropolity penzeńskiego i niżniełomowskiego Serafina w soborze św. Mitrofana w Penzie). Ma z nim 9 dzieci: 5 rodzonych (przyszły na świat w 2005, 2007, 2010, 2014 i 2018 roku) i 4 adoptowanych (w latach 2012–2013). W październiku 2022 roku poinformowała, że adoptowała 15-letniego chłopca pochodzącego z okupowanego przez Rosję Mariupola.
We wrześniu 2024 roku niezależne rosyjskie serwisy internetowe Baza i Wiorstka podały, że 8 września tego roku w restauracji w położonej w obwodzie moskiewskim elitarnej wiosce Deauville odbył się ślub Lwowej-Biełowej i przedsiębiorcy Konstantina Małofiejewa. Znajomość Lwowej-Biełowej i Małofiejewa zaczęła się w styczniu 2023 roku, kiedy to zgodnie z jej wpisami w komunikatorze Telegram, pełniony przez nią urząd zaczął ściśle współpracować z Małofiejewem, który angażował się w pomoc finansową dla dzieci z okupowanego przez Rosję ukraińskiego Donbasu, natomiast w lipcu 2024 roku, zgodnie z doniesieniami niektórych źródeł serwisu Wiorstka, polityczkę i przedsiębiorcę miały połączyć bliskie relacje – wówczas też po raz pierwszy pokazali się publicznie jako para, uczestnicząc w procesji religijnej w Jekaterynburgu. Małofiejew rozwiódł się z poprzednią żoną w 2023 roku, z kolei na temat rozwodu Lwowej-Biełowej z Pawłem Kogelmanem nie było żadnych doniesień. 

## Nagrody i odznaczenia
- Order Świętego Równego Apostołom Wielkiego Księcia Włodzimierza(inne języki) III stopnia (Rosja, 2016)[3].
- Honorowa Nagroda Prezydenta Federacji Rosyjskiej(inne języki) (Rosja, 2018)[23].